# 리 세일즈
리 세일즈(Leigh Peta Sales, 1973년 5월 10일 ~ )은 오스트레일리아의 언론인이자 작가이다. 호주 TV 채널 ABC의 뉴스 시사 프로그램 7.30의 진행자를 맡고 있다. 2019년 방송 저널리즘에 대한 공헌으로 호주 국민훈장을 수여받았다.

## 경력
세일즈는 브리즈번에서 태어났으며, 브리즈번에 있는 애스플리 스테이트 하이 스쿨을 다녔다. 퀸즐랜드 공과대학교에서 언론학 학사 학위를 받았으며, 디킨대학교에서 국제관계학 석사 학위를 받았다. 1995년 브리즈번 ABC에 입사했다.
입사 이후, 세일즈는 ABC 방송에서 종횡무진 활약했고, 뉴사우스웨일즈 주 정치부 기자로 1999년과 2007년 주 선거를 취재했다. 또한, 2000년 시드니 하계 올림픽을 취재했다.
세일즈는 2008년부터 2010년까지 ABC 레이트라인(Lateline)의 공동 진행자였다. 이 프로그램은 연방 정치 및 국제 시사에 대해 크게 중점을 두는 전국 심야 시사 프로그램이었다. 세일즈는 2006년부터 2008년까지 ABC의 국가 안보 통신원으로 시드니에서 근무했다.
이전에 세일즈는 2001년부터 2005년까지 ABC의 워싱턴 특파원이었다. 세일즈가 취재한 내용은 이라크 전쟁, 2004년 대통령 선거, 관타나모 만 수용소 및 태풍 카트리나이다.
2011년 세일즈는 ABC 시사 프로그램인 7.30의 진행자로 발탁되었다. 세일즈는 현존하는 모든 호주 연방 총리와 힐러리 클린턴, 달라이 라마, 아웅 산 수 치, 폴 매카트니 경, 패티 스미스, 살만 루슈디 등 많은 세계 지도자 및 유명인들을 인터뷰했다.

## 출판 경력
세일즈의 첫 번째 저서인 Detainee 002: David Hicks는 2007년 멜번대학교 출판부에서 출판되었다. 이 책은 미국 부시 행정부의 테러와의 전쟁(War on Terror) 캠페인의 구금자 정책에 대한 자세한 설명 및 호주 정부의 협력뿐만 아니라 힉스 사건도 다루고 있다.
세일즈의 두 번째 저서인 On Doubt는 멜번대학교 출판부의 큰 주제에 대한 작은 책(Little Books on Big Themes)이라는 시리즈 중 하나로 2009년 출판되었다. 이 책은 정직한 뉴스 보도가 아닌 의견과 이데올로기적 확실성 대신 정치 및 정책에 대한 회의적인 태도의 가치에 대해 이야기한다. 이 책은 2017년에 트럼프의 대통령 당선과 가짜뉴스의 증가를 언급하는 장을 추가하여 제2판이 출판되었다.
세일즈의 세 번째 저서인 Any Ordinary Day는 2018년 10월에 출판되었다. 이 책은 삶에 들이닥쳐 변화를 야기하는 불의의 사건에 적응하는 방법을 살펴보며, 세일즈의 개인적 경험과 사람들의 삶을 급격하게 바꿨던 주요 뉴스를 다룬다.
또한, 세일즈는 정기적으로 글을 써서 The Monthly, The Australian, The Sydney Morning Herald, The Age, 폐간 전의 The Bulletin 등 호주의 주요 간행물에 기고했다.

## 팟캐스트 《Chat 10 Looks 3》
2014년 11월, 세일즈는 애나벨 크랩(Annabel Crabb)과 Chat 10 Looks 3라는 팟캐스트를 시작했다. 이 팟캐스트는 세일즈와 크랩이 다른 언론 매체를 위해 독립적으로 하는 일이며, 그들에게는 책과 영화, TV, 매체 및 문화에 대해 이야기할 수 있는 기회이다.

## 생애
세일즈는 필 윌리스와 결혼하여 슬하에 두 명의 자녀를 두었다. 20년 간의 결혼 생활 이후, 세일즈와 윌리스는 2016년 12월에 이혼했다.

## 수상 및 서훈
- 2019년 호주 워클리 북 어워즈 <Any Ordinary Day> 수상
- 2019년 방송 매체에 대한 공헌으로 호주 국민훈장(AM) 서훈
- 2012년 호주 워클리 어워즈 방송 및 온라인 인터뷰 부문
- 2007년 호주 조지 먼스터 어워즈 독립 언론 부문 <Detainee 002>
- 2005년 호주 워클리 어워즈 베스트 라디오 시사 부문 <관타나모 만 취재>

## 저서
- 2007년 출판 Detainee 002 : The Case of David Hicks
- 2009년 출판 On Doubt
- 2009년 4월 기고 "Born again". The Monthly. 44호 19-20쪽
- 2018년 출판 Any Ordinary Day: Blindsided, Resilience, and What Happens After the Worst Day of Your Life

https://en.wikipedia.org/wiki/Leigh_Sales